# Morunaș
Morunașul (Vimba vimba) este un pește bentopelagic anadrom dulcicol sau salmastricol, cu o lungime de 20–30 cm (maximal 50 cm) și o greutatea de 500-600 g (maximal 1,4 kg), din familia ciprinidelor, din apele mari curgătoare (fluvii) sau stătătoare (lacuri și limanuri) cu suprafață mare, din bazinul hidrografic al Mării Negre (inclusiv în România și Republica Moldova), Mării Azov, Mării Marmara, Mării Caspice, Mării Baltice și Mării Nordului. Poate trăi 15-17 ani. Are corpul alungit, ușor comprimat lateral, cu linia spatelui și abdomenului arcuite și este acoperit cu solzi mărunți. Capul este mic cu gura inferioară (subterminală), semilunară, protractilă, cu buze subțiri. Botul foarte prelungit înainte. Ochiul mijlociu. Înotătoarea dorsală se inseră cu puțin înapoia înotătoarelor ventralelor. Înotătoarea caudală lungă, bifurcată. Coloritul corpului este cenușiu-verzui sau cenușiu-albăstrui, cu o nuanță albăstruie pe spate, iar pe laturi și abdomen alb-argintiu. Înotătoarea anală stropită pe margini cu puncte negre. Se hrănește cu insecte, viermi, crustacee, moluște, mai rar cu plante acvatice. Depune icre cleioase pe funduri tari sau pe alge acvatice, în aprilie-iunie. Are o foarte mare valoare economică. Carnea gustoasă și grasă. Se consumă proaspăt, sărat și afumat.